# Potencial de acción

Impulso nervioso neuronal correccional por el cambio de potencial trasmembrana.

A. Vista esquemática de un potencial de acción ideal, mostrando sus distintas fases. B. Registro real de un potencial de acción, normalmente deformado, comparado con el esquema debido a las técnicas electrofisiológicas utilizadas en la medición.

Un potencial de acción es una onda de descarga eléctrica que viaja a lo largo de la membrana celular modificando su distribución de carga eléctrica. Los potenciales de acción se utilizan en el cuerpo para llevar información entre unos tejidos y otros, lo que hace que sean una característica microscópica esencial para la vida. Pueden generarse por diversos tipos de células corporales, pero las más activas en su uso son las células del sistema nervioso para enviar mensajes entre células nerviosas (sinapsis) o desde células nerviosas a otros tejidos corporales, como el músculo o las glándulas.
Muchas plantas también generan potenciales de acción que viajan a través del floema para coordinar su actividad. La principal diferencia entre los potenciales de acción de animales y plantas es que las plantas utilizan flujos de potasio y calcio mientras que los animales utilizan potasio y sodio.
Los potenciales de acción son el camino fundamental de transmisión de códigos neurales. Sus propiedades pueden frenar el tamaño de cuerpos en desarrollo y permitir el control y coordinación centralizados de órganos y tejidos.

## Consideraciones generales
Siempre hay una diferencia de potencial o un potencial de membrana entre la parte interna y la parte externa de la membrana celular (por lo general, de ~70 mV). La carga de una membrana celular activa se mantiene en valores negativos (el interior respecto al exterior) y varía dentro de unos estrechos márgenes. Cuando el potencial de membrana de una célula excitable se despolariza más allá de un cierto umbral (de –65 mV a –55 mV app) la célula genera (o dispara) un potencial de acción. Es importante aclarar que tanto el interior como el exterior celular se mantienen electroneutros, es decir, no hay una diferencia de carga neta entre el interior de la célula y el exterior. La diferencia de potencial de membrana se debe a la distribución diferencial de iones (mayoritariamente, cloro y sodio en el exterior celular, y potasio y aniones orgánicos en el interior).
| Concentraciones iónicas trasmembrana de una célula mamífera | Concentraciones iónicas trasmembrana de una célula mamífera | Concentraciones iónicas trasmembrana de una célula mamífera | Concentraciones iónicas trasmembrana de una célula mamífera |
| ----------------------------------------------------------- | ----------------------------------------------------------- | ----------------------------------------------------------- | ----------------------------------------------------------- |
| Tipo                                                        | Ion                                                         | Concentración externa (mM)                                  | Concentración interna (mM)                                  |
| Catiónica                                                   | Sodio (Na+)                                                 | 145                                                         | 5-15                                                        |
| Catiónica                                                   | Potasio (K+)                                                | 5                                                           | 140                                                         |
| Catiónica                                                   | Magnesio (Mg2+)                                             | 1-2                                                         | 0,5                                                         |
| Catiónica                                                   | Calcio (Ca2+)                                               | 1-2                                                         | 0,0001                                                      |
| Catiónica                                                   | Hidrógeno (H+)                                              | 0,00004                                                     | 0,00007                                                     |
| Aniónica                                                    | Cloro (Cl-)                                                 | 110                                                         | 5-15                                                        |

Muy básicamente, un potencial de acción es un cambio muy rápido en la polaridad de la membrana de negativo a positivo y vuelta a negativo, en un ciclo que dura unos milisegundos. Cada ciclo comprende una fase ascendente, una fase descendente y por último fase hiperpolarizada. En las células especializadas del corazón, como las células del marcapasos coronario, la fase meseta de voltaje intermedio puede aparecer antes de la fase descendente.
Los potenciales de acción se miden con técnicas de registro de electrofisiología (y más recientemente, con neurochips de MOSFET). Un osciloscopio que registre el potencial de membrana de un punto concreto de un axón muestra cada etapa del potencial de acción, ascendente, descendente y refractaria, a medida que la onda pasa. Estas fases juntas forman un arco sinusoidal deformado. Su amplitud depende de dónde ha alcanzado el potencial de acción al punto de medida y el tiempo transcurrido.
El potencial de acción no se mantiene en un punto de la membrana plasmática, sino que viaja a lo largo de la membrana. Puede desplazarse a lo largo de un axón a mucha distancia, por ejemplo transportando señales desde el cerebro hasta el extremo de la médula espinal. En animales grandes como las jirafas o las ballenas la distancia puede ser de varios metros.
La velocidad, frecuencia y simplicidad de los potenciales de acción varía según el tipo celular e incluso entre células del mismo tipo. Aun así, los cambios de voltaje tienden a tener la misma amplitud entre ellas. En una misma célula, varios potenciales de acción consecutivos son prácticamente indistinguibles.
La "causa" del potencial de acción es el intercambio de iones a través de la membrana celular. Primero, un estímulo abre los canales de sodio. Dado que hay algunos iones de sodio en el exterior, y el interior de la neurona es negativo con relación al exterior, los iones de sodio entran rápidamente a la neurona. El sodio tiene una carga positiva, así que la neurona se vuelve más positiva y empieza a despolarizarse. Los canales de potasio se demoran un poco más en abrirse; una vez abiertos el potasio sale rápidamente de la célula, revirtiendo la despolarización. Más o menos en este momento, los canales de sodio empiezan a cerrarse, logrando que el potencial de acción vuelva a –70 mV (repolarización). En realidad el potencial de acción va más allá de –70 mV (hiperpolarización), debido a que los canales de potasio se quedan abiertos un poco más. Gradualmente las concentraciones de iones regresan a los niveles de reposo y la célula vuelve a –70 mV.

## Mecanismo subyacente

La membrana celular hidrofóbica impide que las moléculas cargadas difundan a través de ella, manteniendo una diferencia de potencial.

### Potencial de membrana en reposo
Cuando la célula no está estimulada por corrientes despolarizantes supraumbrales, se dice que se encuentra en un potencial de membrana en reposo.
La membrana celular está compuesta mayoritariamente por una bicapa de fosfolípidos altamente hidrofóbica, que impide el paso libre de partículas cargadas como los iones. Por lo cual esta bicapa de fosfolipidos se comporta como un condensador, separando cargas (dadas por los iones en disolución) a una distancia de aproximadamente 4 nm. Esto permite la mantención del potencial de membrana a lo largo del tiempo. El potencial de membrana se debe a la distribución diferencial de iones entre el interior y el exterior celular. Este potencial de membrana es mantenido a lo largo del tiempo por el transporte activo de iones por parte de bombas, tales como la bomba sodio-potasio y la bomba de calcio. Estas proteínas usan la energía de hidrólisis de ATP para transportar iones en contra de su gradiente electroquímico, manteniendo así los gradientes de concentraciones iónicas que definen el potencial de membrana.

### Fases del potencial de acción
Las variaciones del potencial de membrana durante el potencial de acción son resultado de cambios en la permeabilidad de la membrana celular a iones específicos (en concreto, sodio y potasio) y por consiguiente cambios en las concentraciones iónicas en los compartimentos intracelular y extracelular. Estas relaciones están matemáticamente definidas por la ecuación de Goldman, Hodgkin y Katz (GHK).
{\displaystyle E_{m,K_{x}Na_{1-x}Cl}={\frac {RT}{F}}\ln {\left({\frac {P_{Na^{+}}[Na^{+}]_{\mathrm {out} }+P_{K^{+}}[K^{+}]_{\mathrm {out} }+P_{Cl^{-}}[Cl^{-}]_{\mathrm {in} }}{P_{Na^{+}}[Na^{+}]_{\mathrm {in} }+P_{K^{+}}[K^{+}]_{\mathrm {in} }+P_{Cl^{-}}[Cl^{-}]_{\mathrm {out} }}}\right)}}
Los cambios en la permeabilidad de la membrana y el establecimiento y cese de corrientes iónicas durante el potencial de acción reflejan la apertura y cierre de los canales iónicos que forman zonas de paso a través de membrana para los iones. Las proteínas que regulan el paso de iones a través de la membrana responden a los cambios de potencial de membrana.
En un modelo simplificado del potencial de acción, el potencial de reposo de una parte de la membrana se mantiene con el canal de potasio. La fase ascendente o de despolarización del potencial de acción se inicia cuando el canal de sodio dependiente de potencial se abre, haciendo que la permeabilidad del sodio supere ampliamente a la del potasio. El potencial de membrana va hacia ENa. En algunas células, como las células del marcapasos coronario, la fase ascendente se genera por concentración de calcio más que de sodio.
Tras un corto intervalo, el canal de potasio dependiente de voltaje (retardado) se abre, y el canal de sodio se cierra gradualmente. Como consecuencia, el potencial de membrana vuelve al estado de reposo, mostrado en el potencial de acción como una fase descendente.
Debido a que hay más canales de potasio abiertos que canal de sodio (los canales de potasio de membrana y canales de potasio dependientes de voltaje están abiertos, y el canal de sodio está cerrado), la permeabilidad al potasio es ahora mucho mayor que antes del inicio de la fase ascendente, cuando solo los canales de potasio de membrana estaban abiertos. El potencial de membrana se acerca a EK más de lo que estaba en reposo, haciendo que el potencial esté en fase refractaria. El canal de potasio retardado dependiente de voltaje se cierra debido a la hiperpolarización, y la célula regresa a su potencial de reposo.

## Umbral e iniciación

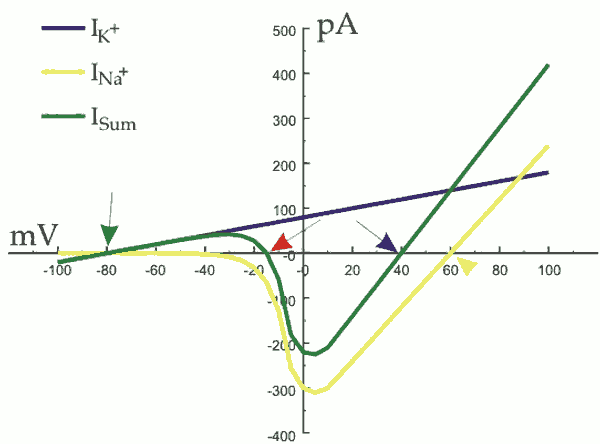
Gráfica de corrientes (flujo iónico) frente a voltaje (potencial de membrana), ilustrando el umbral (flecha roja) del potencial de acción de una célula ideal.

Los potenciales de acción se desencadenan cuando una despolarización inicial alcanza un umbral. Este potencial umbral varía, pero normalmente está en torno a –55 a –50 milivoltios sobre el potencial de reposo de la célula, lo que implica que la corriente de entrada de iones sodio supera la corriente de salida de iones potasio. El flujo neto de carga positiva que acompaña los iones sodio despolariza el potencial de membrana, desembocando en una apertura de los canales de sodio dependientes de voltaje. Estos canales aportan un flujo mayor de corrientes iónicas hacia el interior, aumentando la despolarización en una retroalimentación positiva que hace que la membrana llegue a niveles de despolarización elevados.
El umbral del potencial de acción puede variar cambiando el equilibrio entre las corrientes de sodio y potasio. Por ejemplo, si algunos de los canales de sodio están inactivos, determinado nivel de despolarización abrirá menos canales de sodio, y aumenta así el umbral de despolarización necesario para iniciar el potencial de acción. Este es el principio del funcionamiento del periodo refractario (ver periodo refractario).
Los potenciales de acción son muy dependientes de los equilibrios entre iones sodio y potasio (aunque hay otros iones que contribuyen minoritariamente a los potenciales, como calcio y cloro), y por ello los modelos se hacen utilizando solo dos canales iónicos transmembrana: un canal de sodio dependiente de voltaje y un canal de potasio pasivo. El origen del umbral del potencial de acción puede visualizarse en la curva I/V (imagen) que representa las corrientes iónicas a través de los canales frente al potencial de membrana. (La curva I/V representada en la imagen es una relación instantánea entre corrientes. Se muestra el pico de corrientes a determinado voltaje, registrado antes de que ocurra ninguna inactivación (1 ms tras alcanzar ese voltaje para el sodio). También es importante apuntar que la mayoría de voltajes positivos del gráfico solo pueden conseguirse por medios artificiales, mediante la aplicación de electrodos a las membranas).
Destacan cuatro puntos en la curva I/V indicados por las flechas de la figura:
1. La flecha verde indica el potencial de reposo de la célula y el valor del potencial de equilibrio para el potasio (Ek). Debido a que el canal K+ es el único abierto con esos valores de voltaje negativos, la célula se mantendrá en Ek. Aparecerá un potencial de reposo estable con cualquier voltaje en que el sumatorio I/V (línea verde) cruce el punto de corriente nula (eje x) con una pendiente positiva, como hace en la flecha verde. Esto se debe a que cualquier perturbación del potencial de membrana hacia valores negativos significará corrientes netas de entrada que despolarizarán la célula más allá del punto de cruce, mientras que cualquier perturbación hacia valores positivos significará corrientes netas de salida que hiperpolarizarán la célula. Así, cualquier cambio del potencial de membrana de pendiente positiva tiende a devolver a la célula al valor de cruce con el eje.
2. La flecha amarilla indica el equilibrio del potencial Na+ (ENa). En este sistema de dos iones, el ENa es el límite natural del potencial de membrana del que la célula no puede pasar. Los valores de corrientes en el gráfico que exceden este límite se han medido de forma artificial obligando a la célula a sobrepasarlo. Aun así, el ENa solo podría alcanzarse si la corriente de potasio no existiese.
3. La flecha azul indica el voltaje máximo que puede alcanzar el pico del potencial de acción. Es el potencial de membrana máximo que la célula en estado natural puede alcanzar, y no puede llegar al ENa debido a la acción contraria de los flujos de potasio.
4. La flecha roja indica el umbral del potencial de acción. Es el punto donde el Isum se cambia a un flujo neto hacia el interior. Destaca que en este punto se atraviesa el punto de flujo neto cero, pero con pendiente negativa. Cualquier "punto de corte con pendiente negativa" del nivel de flujo cero en el gráfico I/V es un punto inestable. Si el voltaje en este punto es negativo, el flujo va hacia el exterior y la célula tiende a volver al potencial de reposo. Si el voltaje es positivo, el flujo va hacia el interior y tiende a despolarizar la célula. Esta despolarización implica mayor flujo hacia el interior, haciendo que los flujos de sodio se realimenten. El punto en el que la línea verde alcanza el valor más negativo es cuando todos los canales de sodio están abiertos. La despolarización más allá de este punto baja las corrientes de sodio ya que la fuerza eléctrica disminuye a medida que el potencial de membrana se acerca a ENa.

El umbral del potencial de acción se confunde a veces con el umbral de la apertura de canales de sodio. Es una incorrección, ya que los canales de sodio carecen de umbral. Por el contrario, se abren en respuesta a la despolarización aleatoriamente. La despolarización no implica tanto la apertura de los canales como el incremento de la probabilidad de que se abran. Incluso en potenciales de hiperpolarización, un canal de sodio puede abrirse esporádicamente. Además, el umbral del potencial de acción no es el voltaje a la que el flujo de iones sodio se hace importante; es el punto en que excede el flujo de potasio.
Biológicamente, en las neuronas la despolarización se origina en las sinapsis dendríticas. En principio, los potenciales de acción podrían generarse en cualquier punto a lo largo de la fibra nerviosa. Cuando Luigi Galvani descubrió la electricidad animal haciendo que la pierna de una rana muerta volviese a la vida tocando el nervio ciático con un escalpelo, aplicándole sin darse cuenta una carga electrostática negativa e iniciando un potencial de acción.

## Modelo del circuito

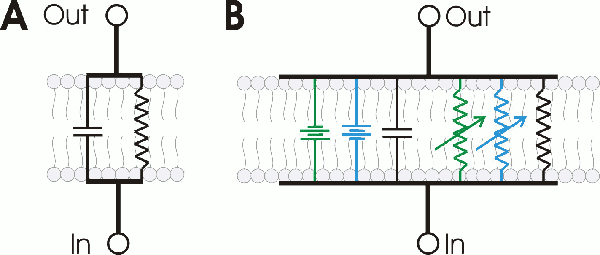
A. Un circuito básico RC (resistencia/condensador) superpuesto sobre una membrana bicapa, muestra la relación entre ambos. B. Se pueden utilizar circuitos más elaborados para representar modelos de membranas con canales iónicos, como este ejemplo con canales de sodio (azul) y potasio (verde).

Las membranas celulares con canales iónicos pueden representarse con un modelo de circuito RC para entender mejor la propagación de potenciales de acción en membranas biológicas. En estos circuitos, la resistencia representa los canales iónicos de membrana, mientras que el condensador representa el aislamiento de la membrana lipídica. Los potenciómetros indican los canales iónicos regulados por voltaje, ya que su valor cambia con el voltaje. Una resistencia de valor fijo representa los canales de potasio que mantienen el potencial de reposo. Los gradientes de sodio y potasio se indican en el modelo como fuentes de voltaje (pila).

## Propagación
En los axones amielínicos, los potenciales de acción se propagan como una interacción pasiva entre la despolarización que se desplaza por la membrana y los canales de sodio regulados por voltaje.

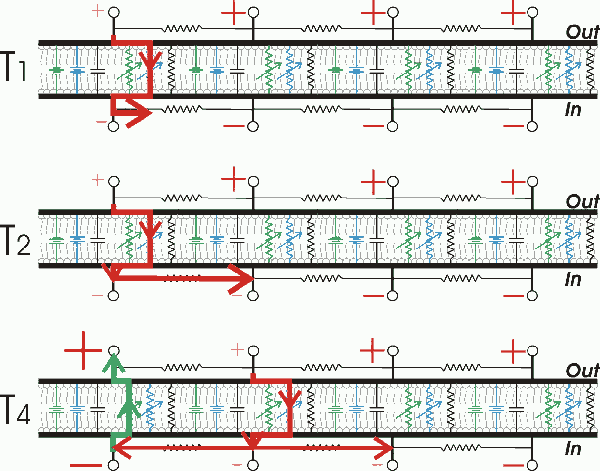
Los potenciales de acción de membrana pueden representarse uniendo varios circuitos RC, cada uno representando un trozo de membrana.

Cuando una parte de la membrana celular se despolariza lo suficiente como para que se abran los canales de sodio dependientes de voltaje, los iones de sodio entran en la célula por difusión facilitada. Una vez dentro, los iones positivos de sodio impulsan los iones próximos a lo largo del axón por repulsión electrostática, y atraen los iones negativos desde la membrana adyacente.
Como resultado, una corriente positiva se desplaza a lo largo del axón, sin que ningún ion se esté desplazando muy rápido. Una vez que la membrana adyacente está suficientemente despolarizada, sus canales de sodio dependientes de voltaje se abren, realimentando el ciclo. El proceso se repite a lo largo del axón, generándose un nuevo potencial de acción en cada segmento de la membrana.

### Velocidad de propagación
Los potenciales de acción se propagan más rápido en axones de mayor diámetro, si los demás parámetros se mantienen. La principal razón para que ocurra es que la resistencia axial de la luz del axón es menor cuanto mayor sea el diámetro, debido a la mayor relación entre superficie total y superficie de membrana en un corte transversal. Como la superficie de la membrana es el obstáculo principal para la propagación del potencial en axones amielínicos, el incremento de esta tasa es una forma especialmente efectiva de incrementar la velocidad de la transmisión.
Un ejemplo de un animal que utiliza el aumento de diámetro de axón como regulador de la velocidad de propagación del potencial de membrana es el calamar gigante. El axón del calamar gigante controla la contracción muscular asociada con la respuesta de evasión de depredadores del animal. Este axón puede sobrepasar 1 mm de diámetro, y posiblemente sea una adaptación para permitir una activación muy rápida del mecanismo de escape. La velocidad de los impulsos nerviosos en estas fibras es una de las más rápidas de la naturaleza, para los que poseen neuronas amielínicas.

### Conducción saltatoria
En axones mielínicos, la conducción saltatoria es el proceso por el que los potenciales de acción parecen saltar a lo largo del axón, siendo regenerados solo en unos anillos no aislados (nódulos de Ranvier). 

#### Mecanismo detallado
El principal obstáculo para la velocidad de transmisión en axones amielínicos es la capacitancia de la membrana. La capacidad de un condensador puede disminuirse bajando el área de un corte transversal de sus placas, o incrementando la distancia entre las placas. El sistema nervioso utiliza la mielinización para reducir la capacitancia de la membrana. La mielina es una vaina protectora creada alrededor de los axones por las células de Schwann y los oligodendrocitos, células de la neuroglía que aplastan su cuerpo celular y su axón respectivamente formando láminas de membrana y plasma. Estas láminas se arrollan en el axón, alejando las placas conductoras (el plasma intra y extracelular) entre sí, disminuyendo la capacitancia de la membrana.
El aislamiento resultante redunda en una conducción rápida (prácticamente instantánea) de los iones a través de las secciones mielinizadas del axón, pero impide la generación de potenciales de acción en estos segmentos. Los potenciales de acción solo se vuelven a producir en los nodos de Ranvier desmielinizados, que se sitúan entre los segmentos mielinizados. En estos anillos hay un gran número de canales de sodio dependientes de voltaje (hasta cuatro órdenes de magnitud superior a la densidad de axones amielínicos), que permiten que los potenciales de acción se regeneren de forma eficaz en ellos.
Debido a la mielinización, los segmentos aislados del axón actúan como un cable pasivo: conducen los potenciales de acción rápidamente porque la capacitancia de la membrana es muy baja, y minimizan la degradación de los potenciales de acción porque la resistencia de la membrana es alta. Cuando esta señal que se propaga de forma pasiva alcanza un nodo de Ranvier, inicia un potencial de acción que viaja de nuevo de forma pasiva hasta que alcanza el siguiente nodo, repitiendo el ciclo.

#### Minimización de daños
La longitud de los segmentos mielinizados de un axón es importante para la conducción saltatoria. Deben ser tan largos como sea posible para optimizar la distancia de la conducción pasiva, pero no lo suficiente como para que la disminución en la intensidad de la señal sea tanta que no alcance el umbral de sensibilidad en el siguiente nodo de Ranvier. En realidad, los segmentos mielinizados son lo suficientemente largos para que la señal que se propaga pasivamente recorra al menos dos segmentos manteniendo una amplitud de señal suficiente como para iniciar un potencial de acción en el segundo o tercer nodo. Así se eleva el factor de seguridad de la conducción saltatoria, permitiendo que la transmisión traspase nodos en caso de que estén dañados.

#### Enfermedad
Algunas enfermedades afectan la conducción saltatoria y disminuyen la velocidad de desplazamiento de un potencial de acción. La más conocida de todas estas enfermedades es la esclerosis múltiple, en la que los daños en la mielina imposibilitan el movimiento coordinado. La aparición de canales de sodio en zonas desmielinizadas reestablece la conexión, pero es más lenta y menos eficiente.

## Periodo refractario
Se define como el momento en el que la célula excitable no responde ante un estímulo y por lo tanto no genera un nuevo potencial de acción. Se divide en dos: periodo refractario absoluto (o efectivo) y periodo refractario relativo. 
El periodo refractario absoluto es aquel en el que los canales de Na+ sensibles a voltaje se encuentran inactivos, por lo que se inhibe el transporte de iones sodio. En cambio, el periodo refractario relativo se da en alguna parte de la fase de repolarización, en donde los canales de Na+ paulatinamente comienzan a reactivarse. De esta manera, al agregar un estímulo excitatorio muy intenso se puede provocar que los canales (que se encuentran cerrados en ese momento) se abran y generen un nuevo potencial de acción cuya amplitud depende de cuánto se acerque en ese momento el potencial de membrana al potencial de reposo. El periodo refractario relativo termina después de la fase de hiperpolarización (o postpotencial) en donde todos los canales de Na+ sensibles a voltaje están cerrados y disponibles para un nuevo estímulo.
También existe un periodo refractario efectivo, que solo se observa en las células musculares cardíacas (esto se debe a que las células se encuentran formando un sincitio celular). En este caso, la célula se despolariza normalmente, pero no puede conducir dicho estímulo a las células vecinas a ella. Este período refractario es un parámetro muy útil en la evaluación de drogas antiarrítmicas.
El periodo refractario varía de célula a célula, y es una de las características que permiten decir si una célula es más o menos excitable que otra. En otros casos como el músculo cardiaco, su amplio periodo refractario le permite la capacidad de no tetanizarse.

## Ventaja evolutiva
Con respecto a las causas por las que la naturaleza ha desarrollado esta forma de comunicación, esto se responde al considerar la transmisión de información a gran distancia a través de un axón nervioso. Para llevar la información de un extremo a otro del axón, han de superarse leyes físicas como las que condicionan el movimiento de señales eléctricas en un cable. Debido a la resistencia eléctrica y a la capacitancia del cable, las señales tienden a degradarse a lo largo del cable. Estas propiedades denominadas propiedades del cable determinan los límites físicos a los que pueden llegar las señales.
El correcto funcionamiento del cuerpo necesita que las señales lleguen de un extremo a otro del axón sin pérdidas en el camino. Un potencial de acción no solo se propaga a lo largo del axón, sino que se regenera por el potencial de membrana y corrientes iónicas en cada estrechamiento de la membrana en su camino. En otras palabras, la membrana nerviosa regenera el potencial de membrana en toda su amplitud a medida que la señal recorre el axón, superando los límites que impone la teoría de líneas de transmisión.